# Cantone di Charroux
Il Cantone di Charroux era una divisione amministrativa dell'arrondissement di Montmorillon.
È stato soppresso a seguito della riforma complessiva dei cantoni del 2014, che è entrata in vigore con le elezioni dipartimentali del 2015.
Comprendeva i comuni di:
- Asnois
- La Chapelle-Bâton
- Charroux
- Chatain
- Genouillé
- Joussé
- Payroux
- Saint-Romain
- Surin